# Besmont
Besmont is een gemeente in het Franse departement Aisne (regio Hauts-de-France) en telt 148 inwoners (2008). De plaats maakt deel uit van het arrondissement Vervins.

## Geografie
De oppervlakte van Besmont bedraagt 16,5 km², de bevolkingsdichtheid is 8,8 inwoners per km².

## Demografie
Onderstaande figuur toont het verloop van het inwonertal (bron: INSEE-tellingen).
Vanwege een beveiligingsprobleem met de MediaWiki Graph-software is het momenteel niet mogelijk deze grafiek weer te geven. Zodra de software is bijgewerkt zal de grafiek vanzelf weer zichtbaar worden.